# Johann Georg Fuchs von Dornheim
Johann Georg II. Fuchs von Dornheim (né le 23 avril 1586 à Wiesentheid, mort le 29 mars 1633 à Spital am Pyhrn) est prince-évêque de Bamberg de 1623 à sa mort.

## Biographie
La chasse aux sorcières, déjà intensément poursuivie sous la direction de son prédécesseur Johann Gottfried von Aschhausen, est de nouveau intensifiée sous l'épiscopat de Johann Georg Fuchs von Dornheim. Friedrich Förner, son vicaire et évêque auxiliaire, qui avait déjà été nommé par son prédécesseur, s'occupe de la construction de la Drudenhaus. Le bâtiment est achevé en 1627 et a de la place pour 30 à 40 prisonniers. Pendant ce temps des procès en sorcellerie, environ 300 personnes meurent à Bamberg et 900 dans l'évêché sur le bûcher. L'évêque fait exécuter des personnalités comme le maire Johannes Junius et le chancelier épiscopal Georg Haan, qui a critiqué les procès, Christina Morhaubt et Dorothea Flock. À l'instigation de l'empereur Ferdinand II, le Conseil aulique intervient dans les procès de sorcellerie de Bamberg en 1629 et y met fin en 1631.
Le 11 février 1632, l'évêque de Bamberg est occupé par les Suédois sous la direction du roi Gustave II Adolphe. Johann Georg Fuchs von Dornheim s'enfuit avec une partie du trésor de la cathédrale et des documents importants en compagnie des membres du chapitre à Spital am Pyhrn, en Haute-Autriche.
Il meurt à l'âge de 46 ans à la suite d'un accident vasculaire cérébral lors de son exil en Haute-Autriche.
Dans l'adaptation du roman Die Seelen im Feuer de Sabine Weigand, il est incarné par Paulus Manker.